# Pauzanija (zemljopisac)
Pauzanija (starogrčki: Παυσανίας Pausanías, 2. stoljeće) bio je grčki putopisac i zemljopisac, poznat po djelu Opis Grčke (Ἑλλάδος περιήγησις) u kome je u 10 knjiga detaljno prikazao sve najvažnije lokalitete i znamenitosti Grčke pod rimskom vlašću Pet dobrih careva. Prije putovanja po Grčkoj je obišao Malu Aziju, Siriju, Palestinu, Egipat i Italiju. Njegova knjiga je u antičko doba bila posve zaboravljena, a u srednjem vijeku rijetko citirana; tek je u kasnijim stoljećima postala izuzetno dragocjeni izvor povjesničarima, kako za opis Grčke pod rimskom vlašću, tako i za dovođenje raznih arheoloških artefakata i građevina iz antičkog razdoblja u njihov povijesni kontekst.

## Vanjske poveznice
- Pausanias Description of Greece, tr. with a commentary by J.G. Frazer (1898) Volume 1 (also at the Internet Archive)
- Pausanias at the Perseus Project: Greek; English